# Husaby-Enhörna kungsgård

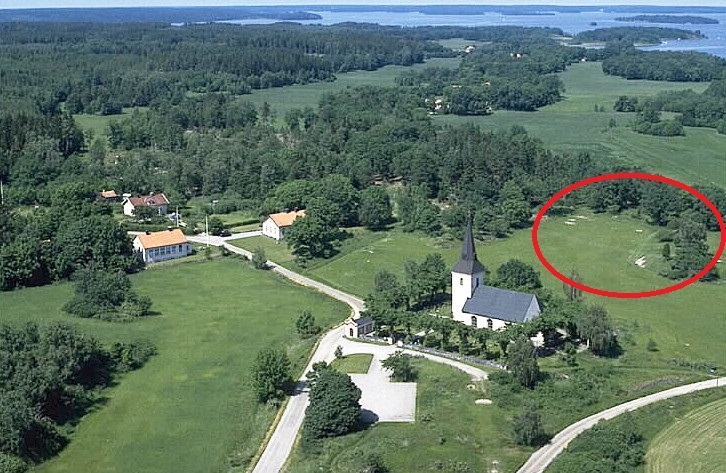
Överenhörna kyrka och platsen (röd markering) för medeltida Husaby kungsgård.

Husaby-Enhörna var en medeltida kungsgård på Enhörnalandet i Överenhörna socken, nuvarande Södertälje kommun, Stockholms län. Gården låg strax nordost om Överenhörna kyrka och räknas idag till en av få väldokumenterade kungsgårdar från denna tid där kontinuiteten sedan järnåldern bekräftas av närliggande järnåldersgravar.  

## Allmänt
Husaby-Enhörna var en av många kungsgårdar i Sverige, Norge och Danmark med det ofta förekommande namnet Husby eller Husaby. Husabyarna i Mälardalen hörde till det kungliga godskomplexet Uppsala öd. Under tidig medeltid var Enhörna indelat i Husaby-Enhörna samt Tuna-Enhörna, en indelning och organisation som troligen bildades redan på järnåldern.

## Historik

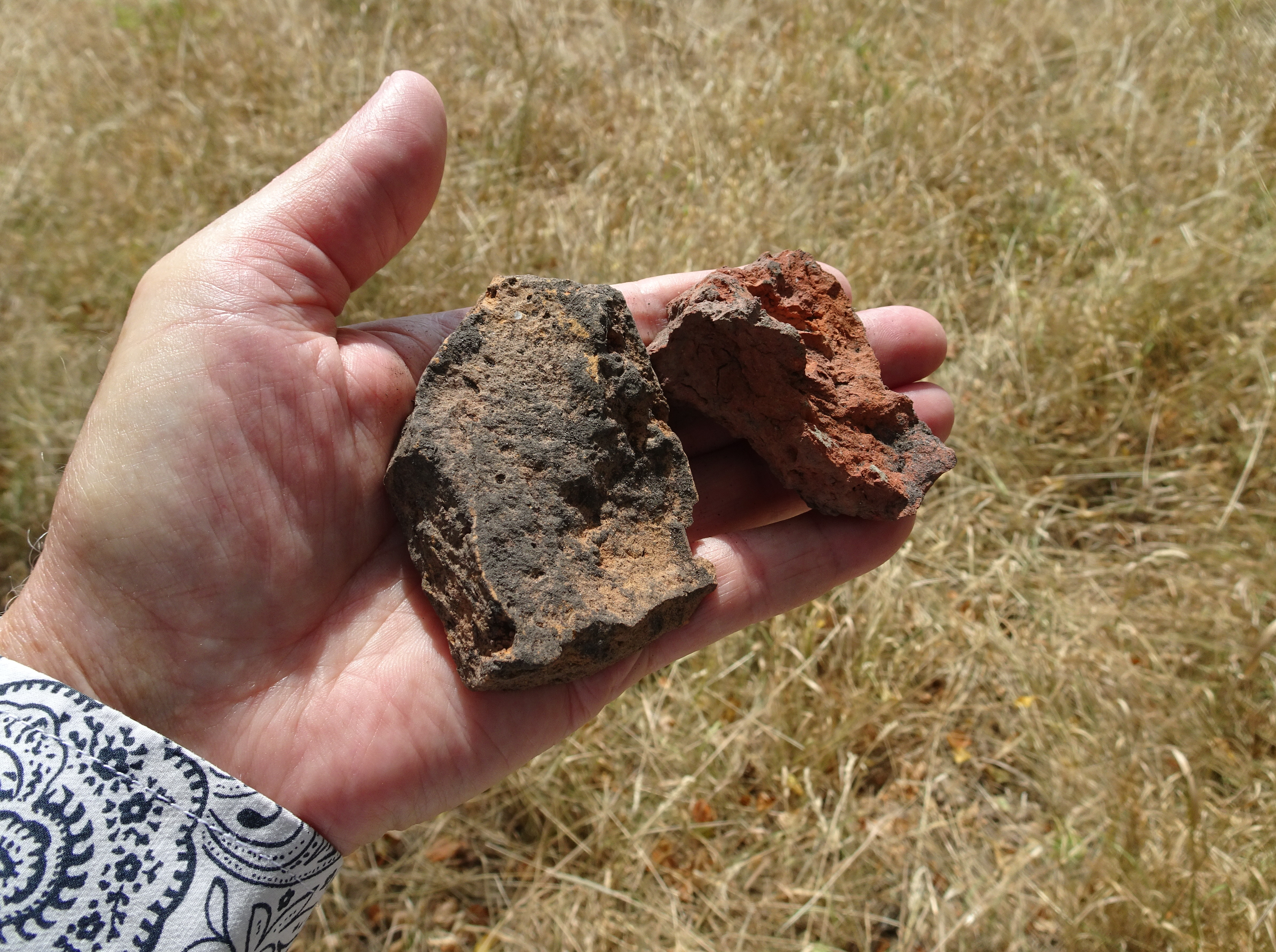
Tegelfragment från husgrund efter taktegel (t.v.) och murtegel (t.h.)

Husaby-Enhörna kungsgård låg i norra delen av Enhörna med ett strategiskt läge vid en skyddad Mälarvik vars rest är dagens Hornboviken. Närhet till   orterna på bland annat Adelsön och Birka var viktig. Förmodligen hade gården en försvarsfunktion. Det fanns även en mindre naturhamn som genom landhöjningen och igenfyllningar försvann.  
Idag påminner Husaby backe om kungsgården Husabys läge, inte långt ifrån den platsen där den nuvarande stenkyrkan (Överenhörna kyrka) uppfördes som gårdskyrka för Husaby under 1200-talet. Om det har funnits en äldre kyrka dessförinnan är okänd. Själva gården var kringbyggd av bostadshus. Kungsladugården låg väster om kungsgårdens bostadshus. 
Äldsta skriftliga belägg för Husaby härrör från år 1276 då hertig Magnus Ladulås, son till Birger jarl, lät testamentera egendomen tillsammans med flera andra gårdar till biskop Anund Jonsson i Strängnäs. Genom Gustav Vasas reduktion av kyrkans egendomar övergick Husaby till kronans ägo år 1527 och delades därefter upp i tre arrendegårdar som år 1636 tillhörde Livgedingets domsaga i Gripsholms län. 
Under 1640-talet fick underståthållare Bengt Ekehjelm egendomen Husaby med tre mantal kronohemman i förläning. Under Ekehjelms tid bildades även närbelägna Ekensbergs säteri. Möjligen har stenmaterial från Husby backe använts för uppförandet av säteribyggnaderna, vilket innebär att kungsgårdens byggnader försvann senast vid den tiden.

## Utgrävningar

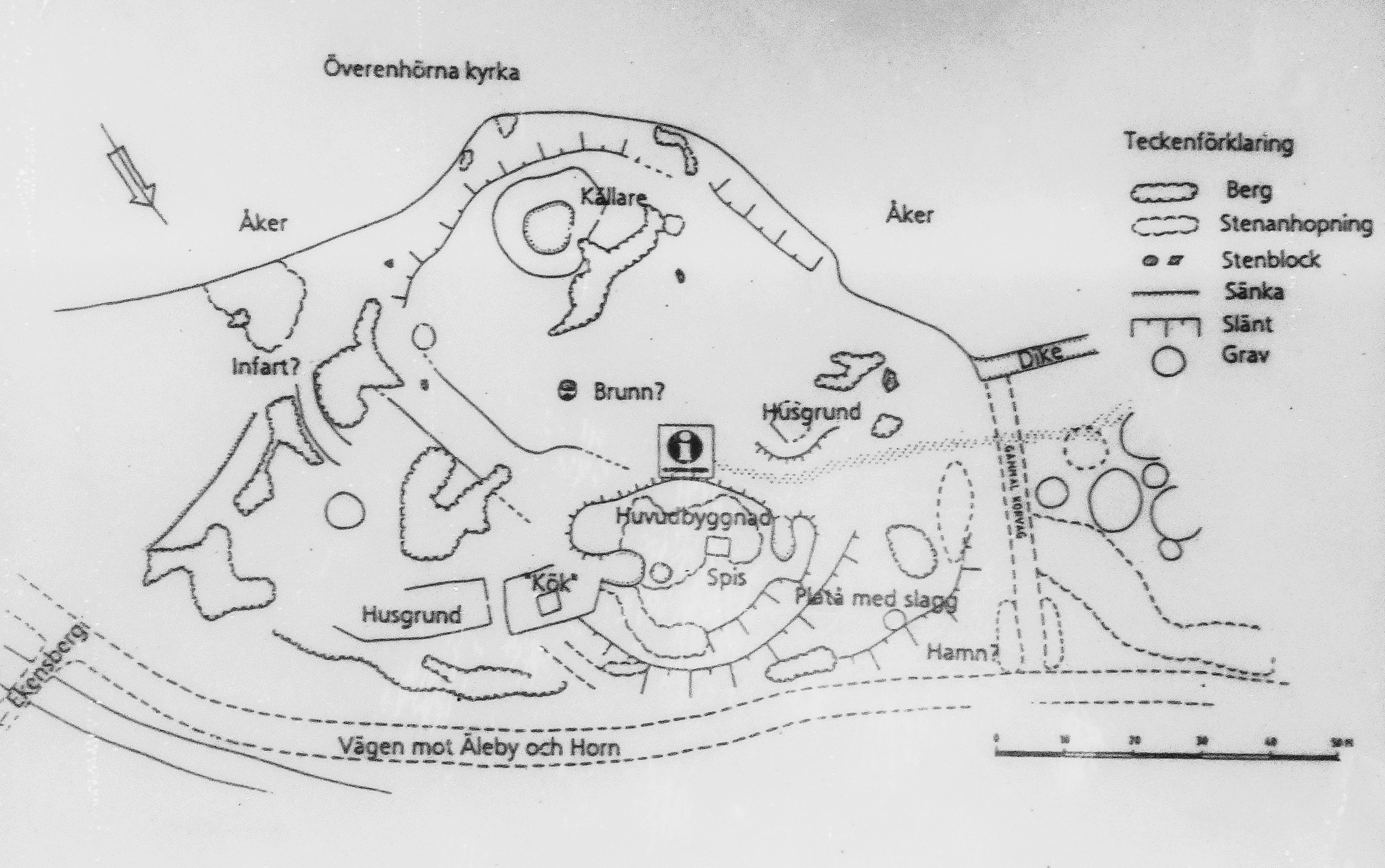
Översiktskarta (norr är nedåt).

Åren 1986 till 1989 undersöktes en del av Husby backe genom Riksantikvarieämbetets arkeologer i nära samarbete med Enhörna Hembygdsförening. Då dokumenterades kungsgårdens båda bebyggelselägen och samtidigt kunde gravfälten bekräftas vara från järnåldern. Husby backe utgörs idag av en ruinkulle om cirka 30x20 meter. I kanterna finns 0,2-0,4 meter stora stenar, som troligen är rester av murar. 
Mitt i huslämningen finns en grop, 4x3 meter stor och två meter djup, förmodligen en förrådskällare. På det tidigare gårdsplanet märks ett stenblock som ligger över en fördjupning, det kan ha varit gårdens brunn. Inom ett 300x100 meter stort område finns även två gravfält, bebyggelselämningar, stensträngar, terrasser och odlingsrösen. 
Vid utgrävningarna påträffades även ett 30x16 centimeter stort runstensfragment som är 11 centimeter tjockt och ristat på båda sidor. Bara några få runtecken går att tyda, bland annat namnet Halvdan.

## Bilder

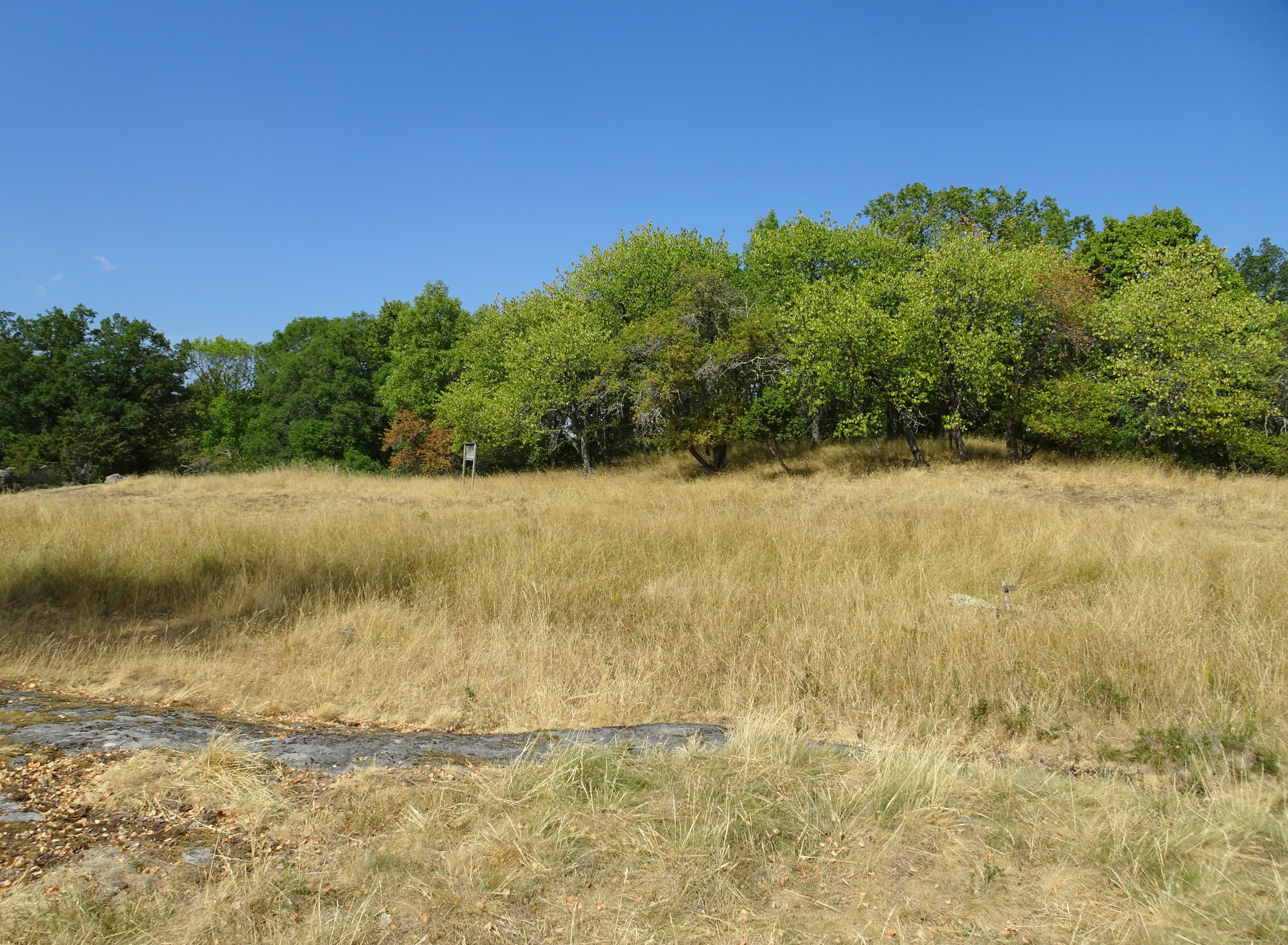
Husaby backen sedd från Överenhörna kyrka mot väst.
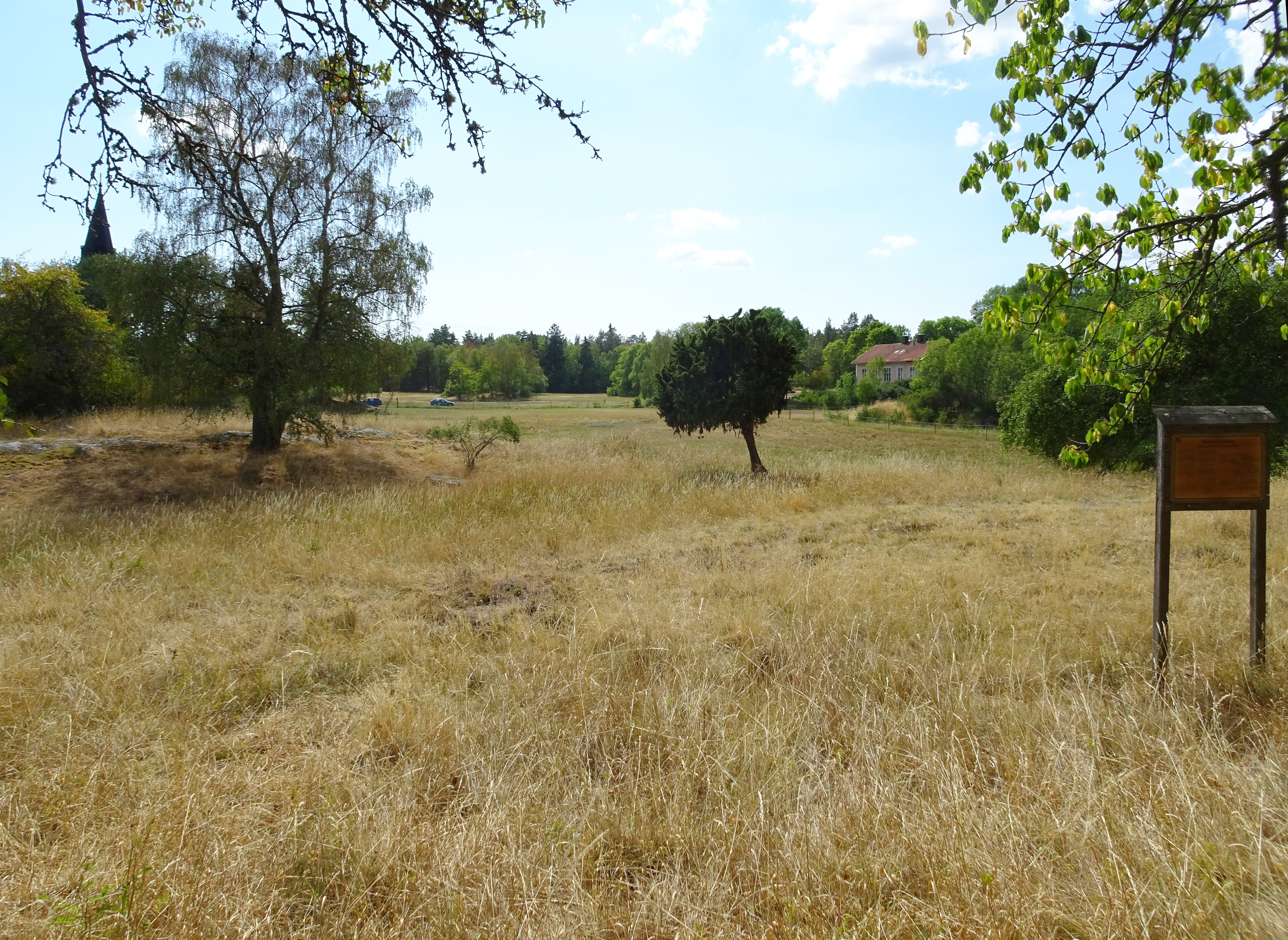
Kyrkan och f.d. borggården sedda från Husaby backen.
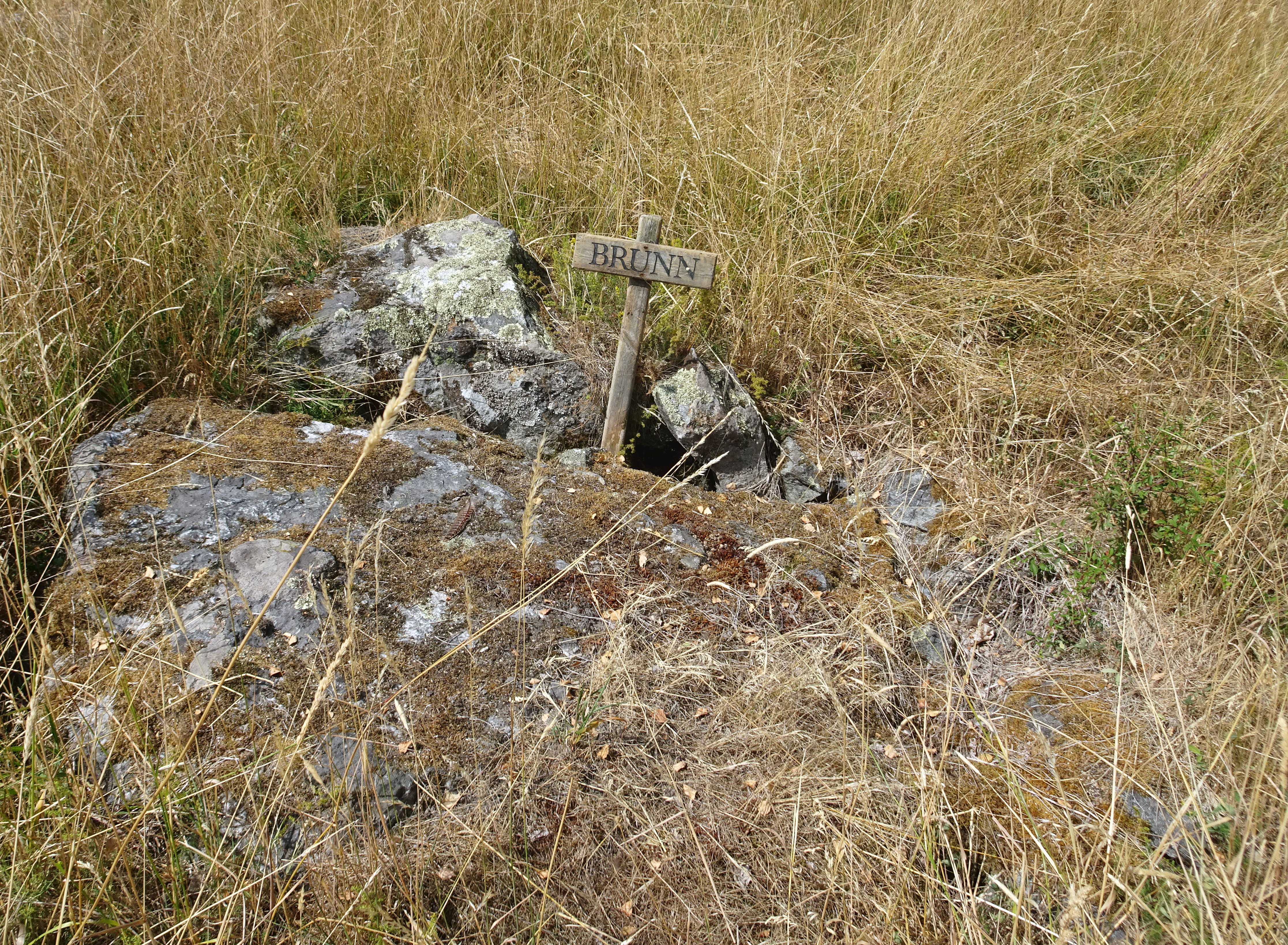
Gårdens brunn?
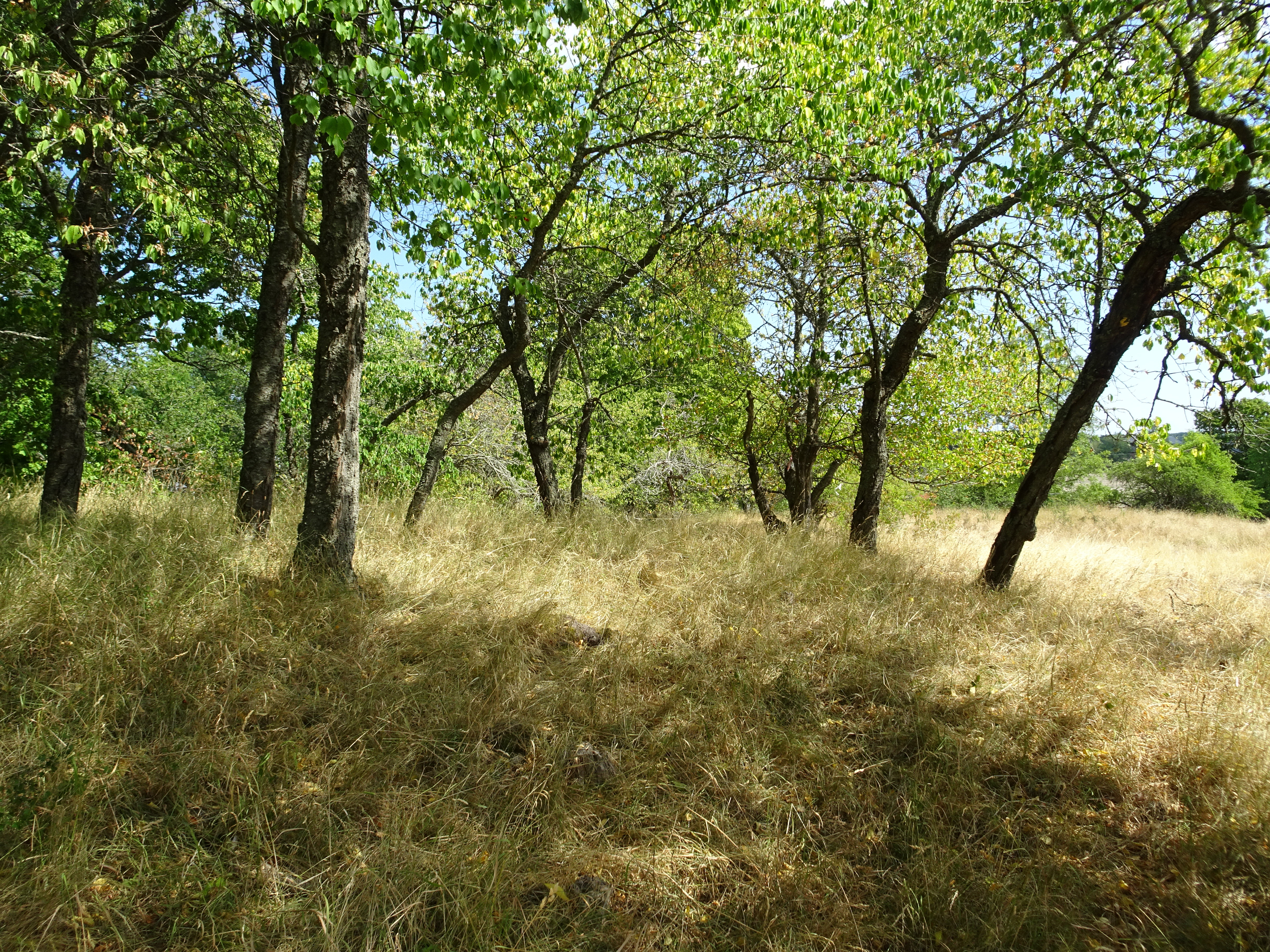
På Husaby backen, vy mot sydost.